# Мартиніян Войцех Дажицький
Дажицький Мартиніян Войцех (14 лютого 1918, Ягелла, Підкарпатське воєводство, Польща — 2 липня 2009, Городківка, Крижопільський район, Вінницька область) — релігійний діяч, священик, єдиний у радянській Україні член ордену францисканців.

## Біографія
Після початкової школи продовжив своє навчання в Серафіцькому Колегіумі Отців Бернардинів у місті Радечніца (Польща). Згодом продовжив навчання у Львівській духовній семінарії при бернардинському монастирі. Вступив до ордену францисканців 1 вересня 1934 року. Відбував новіціат у Лежайську та Сокалі.
У 1943 році приїхав на працю до Житомирської області. І обслуговував у той час 5 районів, у тому числі Київську область та Одесу. Мав їхати працювати до Харкова, але був заарештований КДБ за проведення антирадянської агітації. Засуджений за ст.54-10 ч.2 Кримінального кодексу УРСР на вісім років позбавлення волі з висланням на п'ять років з території Житомирської області, після відбуття покарання.
З 26 жовтня 1946 року перебував на примусовому поселенні в бухті Находка. Згодом відбував покарання на Магадані, Колимі. В день своїх монаших іменин (2 липня 1952 року) був звільнений з табору. Повернувся до України.
Оселився у с. Мурафа, де підпільно обслуговував 5 костьолів, які знаходились на далеких відстанях. Також служив святу Месу по домівках, сповідував хворих, навчав дітей релігії. Комуністична влада дала о. Мартиніяну право уділяти таїнство покаяння тільки двом особам, але їх було у десятки разів більше. Як зазначав уповноважений ради у справах релігійних культів при вінницькому облвиконкомі у своєму інформаційному звіті за 1960 рік, о. Мартиніян мав великий вплив на віруючих, користувався у них авторитетом. З 1955 р. жив у м.Бар.
1957 року переїхав до Городківки Вінницької області. На той час залишився єдиним в Україні членом ордену францисканців. Завдяки його діяльності у 1970-х рр.. був реставрований місцевий костел.
Постановою Пленуму Верховного Суду УРСР від 11 березня 1990 р. судові рішення відносно Дажицького В. Я. скасовано, а кримінальну справу переведенням закрито за відсутністю складу злочину. Дажицького В.Я по даній справі реабілітовано.
Після падіння комуністичного режиму о. Дажицький відновив діяльність Ордену францисканців. Дім Братів Менших (офіційна назва ордену) в Городківці канонічно було затверджено 6 квітня 1993 року.

## Нагороди
- 1990 — відзнака «Zasłużony dla Kultury Polskiej»
- 1992 — Орден Заслуги перед Республікою Польща
- 2005 — Nagroda im. Ireny i Franciszka Skowyrów

## Пам'ять
7 липня 2010 року при парафіяльному костьолі Непорочного Зачаття Пресвятої Діви Марії в Городківці Крижопільського району Вінницької області відкрито музей, який названо «Місце пам'яті о. Мартиніана Дажицького». Знаходиться він в приміщеннях, в яких до кінця своїх днів проживав о. Мартиніан. В музеї знаходяться особисті речі, документи, книги, ікони та фотографії о. Мартиніана. Великою допомогою в створенні такого музею стали фотографії, які приносили вірні з різних парафій.
У селищі Крижопіль існує вулиця Войцеха Дажицького. 